# 아메리칸 밥테일
아메리칸 밥테일(American Bobtail)은 미국 고양이의 한 품종이다. 보통 고양이 꼬리 길이의 1/3에서 1/2정도 되는 뭉툭한 '밥통' 꼬리가 특징이다.

## 역사
도시 전설에 따르면 아메리칸 밥테일은 국내 범무늬 고양이와 야생 보브캣의 이종 교배 결과라고 한다. 특이한 꼬리는 사실 국내 고양이 개체군 내에서 무작위 자발적 유전자 돌연변이가 일어난 결과이며, 이 역시 맹크스 고양이 유전자와 관련이 있을 수 있다. 